# Paracles bergi
Paracles bergi är en fjärilsart som beskrevs av William Schaus 1896. Paracles bergi ingår i släktet Paracles och familjen björnspinnare. Inga underarter finns listade i Catalogue of Life.